# Crimi Clowns
Crimi Clowns is een fictiereeks voor Q2 en Veronica gecreëerd, geregisseerd en geproduceerd door Luk Wyns.

## Verhaal
Wesley Tersago studeert aan de Amsterdamse Filmacademie, maar wordt daar na zijn vierde jaar aan de deur gezet. Hij komt terecht in de gangsterbende van zijn vader Ronny wanneer ze samen een elektrozaak overvallen. Met een van de gestolen fototoestellen besluit Wesley de praktijken van het genootschap op band te zetten. Wat volgt zijn gewelddadige, maar ook humoristische en zelfs emotionele scènes.

## Rolverdeling

### Hoofdrollen
- Wesley Tersago (Johnny de Mol): 'cameraman' van de serie en de zoon van Ronny. Hij is een getalenteerd filmstudent, maar werd van school gestuurd. Dit houdt hij geheim voor de rest van de bende. Het intelligentste, maar meest gestoorde bendelid. Zijn artiestennaam is Nonkel Wesley. (hoofdrol seizoen 1-2, nevenrol seizoen 3)
- Ronny Tersago (Luk Wyns): vader van Wesley en leider van de bende. Hij heeft een voorliefde voor jonge vrouwen, drank en cocaïne, een gevaarlijke mix die hem uiteindelijk zijn tv-carrière kostte. Zijn artiestennaam is Clown Norry. (hoofdrol seizoen 1-3)
- Lou De Man (Manou Kersting): voormalig bokser die aan de vele slagen een gebrekkig geheugen en een persoonlijkheidsstoornis overhield, iets waar de andere bendeleden geregeld misbruik van maken. Hij is in feite een goede vent, maar kwam met de foute mensen in aanraking. Zijn artiestennaam is Clown Papalou. (hoofdrol 1-3)
- Mike Bolckmans (Chris Willemsen): bendelid dat aan dwerggroei lijdt en daardoor met vooroordelen te kampen heeft, vooral vanwege Lou, maar wel een enorm getalenteerde clown en gangster blijkt te zijn. Hij is een specialist in alarmsystemen en brandkasten. Zijn artiestennaam is Mini Mike. (hoofdrol seizoen 1-3)
- Rachel Rubbens (Veerle Dejonghe): moeder van Wesley en verwikkeld in een scheiding met Ronny, al kunnen de twee het best nog met elkaar vinden. Ze lijdt aan een drankverslaving en blijft tussen haar avontuurtjes door op een doorstart van haar huwelijk hopen. (hoofdrol seizoen 1-3)
- Maria Deprez (Hilde Uitterlinden): grootmoeder van Wesley en de grootste kwelduivel van haar zoon Ronny, temeer omdat ze in diens scheidingsperikelen partij kiest voor Rachel. Ze staat de bende echter wel vaak bij met gouden raad en helpt hen meer dan eens - al dan niet letterlijk - de boel op te kuisen. (hoofdrol seizoen 1-3)
- Jos den Dief (Frank Aendenboom): gangsterbaas die steeds in een smetteloos pak gekleed gaat. Hij was een goede vriend van wijlen vader Tersago en helpt Ronny en diens bende daarom financieel. Hij staat er daarbij wel op dat hij steeds tijdig wordt terugbetaald. (hoofdrol seizoen 1-3)
- Katia Mermowitz (Kimberley Klaver): serveuse in het vaste restaurant van de Tersago's en vriendin van De Patron, de vroegere celmaat van Ronny. Ze wil beroemd worden en probeert zich via de bende in de entertainmentsector te katapulteren. Haar artiestennaam is Clown Kaki. (hoofdrol seizoen 1-3)
- Amber Tersago (Silke Becu): zus van Wesley en oogappel van vader Ronny, hoewel ze een eindeloos zorgenkind is. Ze studeerde rechten, maar besloot om naaktdanseres te worden. Aan dat milieu hield ze een drugsprobleem over. Wanneer haar broer in de gevangenis belandt, neemt ze diens camerawerk over. (nevenrol seizoen 1, hoofdrol seizoen 2-3)

### Nevenrollen
- Jay Peeters (Peter Thyssen): een onbetrouwbaar bendelid dat niet gemakkelijk uit de weg te ruimen is.
- Jarek Prezinski (Eddy Faus): de trouwe chauffeur en lijfwacht van Jos.
- Durga Zneba (Eline De Munck): uitbaatster van de vaste nachtclub van de bende.
- Ylka Prezinski (Riona Neve): de zus van Jarek die het hoofd van Amber op hol brengt. (seizoen 3)
- Corine (Joke De Winde): danseres in de vaste nachtclub van de bende.
- Inspecteur Fred Coenen (Hans De Munter): belast met het onderzoek naar de criminele activiteiten van de Tersago's.
- Inspecteur Vanessa Willems (Ellen Schoeters): belast met het onderzoek naar de criminele activiteiten van de Tersago's.
- De Patron (Frank Lammers): de licht ontvlambare voormalige celgenoot van Ronny en sponsor van diens bende. (seizoen 1-2)
- Flower Da Silva (Abigail Abraham): danseres van Braziliaanse origine en de vriendin van Wesley. (seizoen 1-2)

### Gastrollen

#### Seizoen 1
Nawfel Bardad-Daidj (Kadeir), Camilia Blereau (hoofdverpleegster), Ron Cornet (André de Polies), Axel Daeseleire (Wim Leblanc), Robert de la Haye (Frank), Bob De Moor (Minister Stefan Mertens), Sura Dohnke (Ingrid Maes), Diederik Ebbinge (Meneer Dejong), Moraad El Kasmi (Abdel), Ludo Hellinx (Bruno Cools), Tania Kloek (vrijwilliger Rode Kruis), Nabil Mallat (El Amrami), Marilou Mermans (Dochter van Jefke), Eddy Meuws (Philippe De Ruyter), Elsie Moraïs (studiozangeres), Katja Schuurman (Mevrouw Dejong), Abdoulaye Traoré (Alonzo), Roel Vanderstukken (Agent), Henry van Loon (EZ) en anderen.

#### Seizoen 2
Tom Audenaert (Francis Bastiaens), Luc Caals (Maurice Van Rossum), Ron Cornet (André de Polies), Axel Daeseleire (Wim Leblanc), Sura Dohnke (Ingrid Maes), Luk D'Heu (Eisenstein), Diederik Ebbinge (Meneer Dejong), Norbert Kaart (Psychiater), Tania Kloek (vrijwilliger Rode Kruis), Eddy Meuws (Philippe De Ruyter), Katja Schuurman (Mevrouw Dejong), Rob Teuwen (Arno), Karel Tuytschaever (Dokter Vannachteren), Theo Van Baarle (Spoeddokter), Eric Van Herreweghe (Michel), Henry van Loon (EZ), Erika Van Tielen (Verpleegster), Luc Verhoeven (Fredje), Sarah Vingerhoets (Joy), Jonas Wyns (Michael) en anderen.

#### Seizoen 3
Anthony Arandia (Agent), Tom Audenaert (Francis Bastiaens), Joyce Beullens (Annick), Shiva Carnivora (Peaches), Robbie Cleiren (Wally), Axel Daeseleire (Wim Leblanc), Rudi Delhem (Rik), Karel Deruwe (Mon), Luk D'Heu (Eisenstein), Philippe Geubels (zichzelf), Paul Maes (Kenneth Verbraecken), Ini Massez (Agente), Eddy Meuws (Philippe De Ruyter), Ivan Pecnik (zichzelf), Stefan Perceval (Joris), Ben Segers (Pastoor), Chiel van Berkel (Thijs van Vliet), Bruno Vanden Broecke (Bruno), Chris Van Espen (Pizza Chriske), Erika Van Tielen (Verpleegster), Gert Winckelmans (Agent Michel) en anderen.

## Afleveringen
Hieronder worden de afleveringen ingedeeld volgens uitzending in Vlaanderen. In Nederland zijn enkel de eerste 14 afleveringen uitgezonden en werden deze door een alternatieve montage als 7 lange episodes vertoond.

### Seizoen 1
| Nr. | Titel                           | Regisseur                 | Schrijver(s) | Eerste uitzending Vlaanderen | Eerste uitzending Nederland |
| --- | ------------------------------- | ------------------------- | ------------ | ---------------------------- | --------------------------- |
| 1 | Villa Tersago                   | Luk Wyns, Peter Van Eyndt | Luk Wyns     | 1 oktober 2012               | 30 november 2012            |
| De firma's van de Antwerpse circus- en misdaadfamilie Ronny Tersago draaien verlies sinds zijn scheiding en bankier Philippe De Ruyter raadt een executieverkoop aan, tenzij de schulden uit het verleden worden betaald. Hun geliefde clowns-acts betalen niet goed, zelfs de opbrengst van hun nachtelijke overvallen is kleiner dan ooit. Maar nadat Ronny en zijn zoon Wesley, een drop-out van de Amsterdamse filmschool die hun "avonturen" vastlegt op video, een half-verstandige neef Lou De Man in hebben geschakeld, geven ze nog steeds een groot deel van de magere winst uit aan nachtclubmeisjes. Marokkaanse zakkenrollers die Ronny's portemonnee hebben geroofd, worden in elkaar geslagen. |                                 |                           |              |                              |                             |
| 2 | Moederskindje                   | Luk Wyns, Peter Van Eyndt | Luk Wyns     | 8 oktober 2012               | 30 november 2012            |
| Alsof de afscherming van de bank nog niet erg genoeg was, verliest Jos den Dief zijn geduld met de te late betalingen van de familie Tersago, dus moet Ronny hem zijn sportwagen en busje onder de prijs verkopen. Toch zetten ze hun extravagant dure nachtleven voort. Ma Tersago baart nog meer zorgen, verergerd door Lou's hopeloos onbetrouwbare geheugen. Hun poging om bendelid Jay bang te maken eindigt in een "accidentele" moord, waarbij het lijk op de snelweg wordt gedumpt. Jos beveelt een nieuw lid aan voor het clowns-team, kluizenexpert Mike, een dwerg met een gezond gevoel van eigenwaarde en een olifantenhuid. |                                 |                           |              |                              |                             |
| 3 | Jefke 90                        | Luk Wyns, Peter Van Eyndt | Luk Wyns     | 15 oktober 2012              | 7 december 2012             |
| De Tersago-clan maakt zich zorgen over Jay, die de val van de snelwegbrug overleefde, dus wordt hij in het ziekenhuis opgenomen met een boze Jos aan zijn bed. De corrupte agent André houdt Ronny graag strak in het gareel en arresteert hem voor wildplassen. Wesley probeert te bemiddelen tussen zijn ouders, die wedijveren door elkaar te beschuldigen van ontrouw en smerige trucs. Het feestje van het 90-jarige Jefke waarvoor de clowns werden ingehuurd wordt absurd wanneer het feestvarken net overleden blijkt te zijn, maar de betaling is reeds geïnd. Mike bewijst zichzelf, tot jaloezie van Lou. |                                 |                           |              |                              |                             |
| 4 | Als twee vlinders               | Luk Wyns, Peter Van Eyndt | Luk Wyns     | 22 oktober 2012              | 7 december 2012             |
| Jay blijft in kritieke toestand in het ziekenhuis. Hoewel hij vanwege schulden een auto aan Jos moet verkopen, handhaaft Ronny zijn verkwistende nachtelijke levensstijl. Lou blijft er bezwaar tegen hebben dat Mike zich bij hun clownsact aansluit en belooft een auditie aan een sexy serveerster als (overbodige) zangeres. Als de grote broers van de mishandelde Marokkaanse boeven opduiken slaat Ronny hun leider bewusteloos, maar Lou maakt bezwaar tegen Ronny's racistische taal vanwege zijn exotische verloren liefde. Wesley neemt Ronny mee naar zijn favoriete Nederlandse nachtclub om hem zijn Braziliaanse gekleurde liefje voor te stellen. Helaas ontdekt Ronny zo dat zijn dochter Amber in dezelfde stripact verschijnt en begint hij problemen. Ma Tersago heeft haar kamer in het tehuis verwoest, maar de directeur wordt omgekocht om haar daar te houden.                                             |                                 |                           |              |                              |                             |
| 5 | De nieuwe Kate Winslet          | Luk Wyns, Peter Van Eyndt | Luk Wyns     | 29 oktober 2012              | 14 december 2012            |
| De mishandelde Marokkanen bellen de politie, maar na veel leugens van beide Tersago's wordt "de Patron", een onschuldige restauranteigenaar en ex-gevangene die weigerde om hen nog langer op krediet te bedienen, valselijk gearresteerd. Dat opent de weg voor Ronny om de Patron zijn half-Poolse nymfomane vriendin Katia, na een "bedauditie", te casten voor een muzikale opname, die Wesley baseert op kinderliedjes. Wesley sluipt gemaskerd het ziekenhuis binnen om mogelijke getuige Jay aan te vallen. |                                 |                           |              |                              |                             |
| 6 | Klappen in de handjes           | Luk Wyns, Peter Van Eyndt | Luk Wyns     | 5 november 2012              | 14 december 2012            |
| Wesley leert van Ma Tersago wat een onverbeterlijke, door seks geobsedeerde schurk Ronny was sinds zijn kindertijd. Jos den Dief komt erachter wat er met Jay is gebeurd, maar accepteert dat de Tersago's hem probeerden te vermoorden na een misverstand en laat hen toe de klus af te maken. Ronny belooft hem schuldendienst, waarvoor hij rekent op een datacriminaliteit verkregen van Wim Leblanc, die volgens Jos de neiging heeft om het betalen van grote schulden te ontwijken. Nu haar man is opgesloten wegens politiemisbruik waardoor het restaurant buiten gebruik is, krijgt de Poolse serveerster Katia haar "auditie" voor Wesley's op kinderliedjes gebaseerde hitproject Klappen in de handjes. Katia zingt zo slecht dat er een studiozangeres moet worden ingehuurd, maar ze wordt nog steeds aangenomen voor de Crimi Clowns-show, alleen omdat Ronny zo'n schaamteloos gewillige vrouw niet kan weerstaan. |                                 |                           |              |                              |                             |
| 7 | Grosso modo nihil               | Luk Wyns, Peter Van Eyndt | Luk Wyns     | 12 november 2012             | 21 december 2012            |
| Wesley en Ronny genieten van Katia's "nieuwe audities" voor haar debuut in de clownshows, maar de Patron staat op het punt te worden vrijgelaten en vermoedt haar ontrouw. Bankier Philippe De Ruyter levert onaanvaardbare herfinancieringstermijnen en wordt bekeerd door middel van fysiek geweld. Wim Leblanc organiseerde een kindershow voor Ronny bij enkele rijke Nederlandse klanten die in Brasschaat wonen. De Nederlanders worden aangedrongen op extra betalingen en worden gemerkt als toekomstige slachtoffers van overvallen. Wesley's moeder Rachel wordt gestraft voor het online plaatsen van gênante foto's met Ronny. |                                 |                           |              |                              |                             |
| 8 | Keifantastische mensen          | Luk Wyns, Peter Van Eyndt | Luk Wyns     | 19 november 2012             | 21 december 2012            |
| Moe van hun problemen met de autoriteiten en anderen, zoekt de Tersago-bende weer troost in het nachtleven. De inval van André de Polies in de villa mislukt, alleen Wesley wordt opgepakt. Niemand wordt gearresteerd en de enige aanklacht tegen Wesley is huiselijk geweld, terwijl zijn moeder en grootmoeder wedijveren in slechte verhalen over manmisbruik. De clowns hebben er een hekel aan om erachter te komen dat hun volgende cliënt eigenlijk een Marokkaans gezin is, maar hebben het fantastisch naar hun zin. Na het optreden hebben ze een confrontatie met Marokkaanse jongeren die eindigt met Mike die hun leider in de geslachtsdelen schiet. |                                 |                           |              |                              |                             |
| 9 | Een boulet voor 't wachten      | Luk Wyns, Peter Van Eyndt | Luk Wyns     | 26 november 2012             | 28 december 2012            |
| Nadat de Porsche van Jos den Dief werd vernield door de Marokkaanse straatbende, besluit het Tersago-trio er een te carjacken. De eigenaar van de wagen verzet zich en wordt in de kofferbak gegooid, waar hij stikt. Ondertussen stopt Lou met Wesley bij een frietkot en drukt zijn onvrede over de (nauwelijks) gefrituurde producten behoorlijk overdreven uit. Wesley scheldt ondertussen zijn zus uit en rekruteert Mike als extra cameraman. |                                 |                           |              |                              |                             |
| 10 | One Flew over the Cuckoo's Nest | Luk Wyns, Peter Van Eyndt | Luk Wyns     | 3 december 2012              | 28 december 2012            |
| Wesley legt vast hoe het schrikbewind van vader Ronny volledig lijkt in te storten. Rusthuisdirecteur Bruno betaalt de gruwelijke prijs wanneer Wesley's grootmoeder ontsnapt. Wesley werkt samen met zijn moeder en keert nadien terug naar huis. Het geduld van Jos den Dief met Ronny is ten einde en de deal om hem terug te betalen loopt mis. |                                 |                           |              |                              |                             |

### Seizoen 2
| Nr. | Titel                     | Regisseur | Schrijver(s) | Eerste uitzending Vlaanderen | Eerste uitzending Nederland |
| --- | ------------------------- | --------- | ------------ | ---------------------------- | --------------------------- |
| 1 | Paters Jezuïeten          | Luk Wyns  | Luk Wyns     | 6 januari 2014               | 4 januari 2013              |
| De bende clowns treedt op in een winkelgalerij. Het optreden wordt verstoord wanneer Mike een steen tegen zijn hoofd krijgt. De Marokkaanse Abdel blijkt er alvast iets mee te maken hebben. |                           |           |              |                              |                             |
| 2 | Memotechnisch middeltje   | Luk Wyns  | Luk Wyns     | 13 januari 2014              | 4 januari 2013              |
| Ronny belandt bij Rachel thuis: ze ruziën, worden dronken, sluiten vrede en belanden samen in bed. Een situatie waar André de Polies absoluut niet mee kan lachen. Wesley heeft intussen een fotoshoot met Ingrid, de assistente van Wim. Leblanc krijgt het zwaar te verduren: hij krijgt bezoek van Jarek en Wesley omdat hij niet wil betalen. Hierdoor dreigt hij een vinger kwijt te spelen.            |                           |           |              |                              |                             |
| 3 | Stilleven met bloem       | Luk Wyns  | Luk Wyns     | 20 januari 2014              | 11 januari 2013             |
| Jos den Dief maakt Ronny duidelijk dat hij niet meer met zich laat sollen en Wim Leblanc stuurt zijn doodsbange assistente Ingrid om zijn schuld terug te betalen. Amber is radeloos wanneer André de Po-lies haar vertelt dat haar vriend EZ dood is. Ronny wreekt zich op André, terwijl Wesley een fotoshoot heeft met een eigenzinnig model.                                                             |                           |           |              |                              |                             |
| 4 | Dag, jongens              | Luk Wyns  | Luk Wyns     | 27 januari 2014              | 11 januari 2013             |
| Na drie weken in de Antwerpse Begijnenstraat komt Wesley vrij wegens gebrek aan bewijzen. Thuis blijkt inmiddels dat een en ander veranderd is: Jay zit compleet verlamd in een rolstoel bij de open haard. Hij heeft geen contact meer met zijn omgeving, kraamt onzin uit en is volledig hulpbehoevend. Katja krijgt slaande ruzie met Ronny en dreigt ermee om de verdwijning van de Patron aan te geven. |                           |           |              |                              |                             |
| 5 | Supercute.com             | Luk Wyns  | Luk Wyns     | 3 februari 2014              | -                           |
| Wanneer Lou uit een coma ontwaakt, verbaast hij iedereen door alles wat hij zegt en doet. Hij spreekt plots met een ander accent, haat Marokkanen en is bezorgd om Mike. |                           |           |              |                              |                             |
| 6 | Paracetamolletjes zijn op | Luk Wyns  | Luk Wyns     | 10 februari 2014             | -                           |
| Jos den Dief vermoedt dat de Tersago's de Patron uit de weg hebben geruimd. Hij verhoogt de druk op Ronny 's afbetalingen, vordert Rachels villa op en raadt Ronny aan om hun scheidingprocedure af te breken. Wesley gaat dealen bij Arno en de onweerstaanbare Joy. Arno wil alle snoepjes in een keer proberen.                                                                                           |                           |           |              |                              |                             |
| 7 | O Fortuna                 | Luk Wyns  | Luk Wyns     | 17 februari 2014             | -                           |
| De clowns worden gevraagd voor een playback op de Nederlandse televisie. Nadat ze instemmen, studeert Amber Katja's nummer in en is Ronny ontroerd omdat zijn circusgezin weer herenigd is. Wesley bezoekt ondertussen zijn moeder voor haar verjaardag. Wanneer André de Polies herrie komt maken, ontstaat er al snel een gevecht met een hakmes en een vleesspies.                                        |                           |           |              |                              |                             |
| 8 | Sex with the ex           | Luk Wyns  | Luk Wyns     | 24 februari 2014             | -                           |
| Wesley bezoekt zijn moeder voor haar verjaardag. Wanneer André de Polies herrie komt maken, ontstaat er al snel een gevecht. |                           |           |              |                              |                             |
| 9 | Epsilie                   | Luk Wyns  | Luk Wyns     | 3 maart 2014                 | -                           |
| De clownsfamilie rijdt naar Nederland voor een televisieoptreden. Onderweg verliest Ronny echter uit het niets de controle over het stuur. De auto gaat over de kop en belandt in een bos. De familie ontsnapt ternauwernood aan de dood, maar in het ziekenhuis wordt Ronny het slachtoffer van een nieuwe moordpoging.                                                                                     |                           |           |              |                              |                             |
| 10 | Stekker eruit             | Luk Wyns  | Luk Wyns     | 10 maart 2014                | -                           |
| Ronny en Wesley voelen zich weer kiplekker. Terwijl de dames nog in het ziekenhuis verblijven, brengen de mannen een bezoekje aan 'Madame Pijp'. In deze gezellige privéclub blijkt Corientje te werken. De volgende morgen komt Philippe De Ruyter op bezoek. Hij is ontslagen bij de bank en heeft een wraakplan uitgewerkt waar Ronny wel oren naar heeft.                                                |                           |           |              |                              |                             |

### Seizoen 3
Dit seizoen wordt sinds maart 2018 op televisie uitgezonden en was al sinds maart 2017 in Vlaanderen wel beschikbaar via het on demand-aanbod van Telenet Digital TV.
| Nr. | Titel                         | Regisseur | Schrijver(s) | Eerste uitzending Vlaanderen |
| --- | ----------------------------- | --------- | ------------ | ---------------------------- |
| 1 | Read My Lips                  | Luk Wyns  | Luk Wyns     | 2 maart 2018                 |
| Na de roofmoord in een Brasschaatse villa, worden Ronny, Rachel, Wesley en Lou opgepakt op verdenking van verschillende zware misdrijven. De koopzieke Katia Mermowitz vindt de buit van de roofmoord in de diepvriezer en is niet van plan om die terug te geven. Dat is buiten Ronny's dochter Amber gerekend. Zij probeert orde op zaken te stellen. |                               |           |              |                              |
| 2 | Lucy in the Sky with Diamonds | Luk Wyns  | Luk Wyns     | 2 maart 2018                 |
| Wegens gebrek aan bewijzen wordt de familie Tersago vrijgelaten, met uitzondering van Wesley. Amber beslist daarom om haar broers filmproject zelf af te maken. Ondertussen overlegt de familie wat ze moeten doen met Katia. |                               |           |              |                              |
| 3 | Ne lungo                      | Luk Wyns  | Luk Wyns     | 9 maart 2018                 |
| Ronny gaat op ziekenbezoek bij Jos, die hem uitnodigt voor een geheimzinnig feestje. Wim Leblanc heeft Ambers pornofilms stiekem verkocht en dat is niet naar de zin van Ronny. Hij gaat op bezoek bij Leblanc samen met Jarek. |                               |           |              |                              |
| 4 | Knochen, haut und Gedärme     | Luk Wyns  | Luk Wyns     | 16 maart 2018                |
| De Tersago's likken hun wonden na het gewapende conflict in restaurant De Veehandel. De doden worden weggevoerd en de gewonden verzorgd. Maar dan staat de politie voor de deur. Eén ding is zeker: hier laat de familie het niet bij. Wesley maakt het zichzelf niet gemakkelijk in de gevangenis.                                                     |                               |           |              |                              |
| 5 | The Rules of the Fightclub    | Luk Wyns  | Luk Wyns     | 23 maart 2018                |
| Wesley belt Amber vanuit de gevangenis met de vraag om een gsm te verstoppen in een spelconsole en mee te geven aan zijn advocaat. De familie Tersago doktert een witwasplan uit samen met de bankjanetten. Mike neemt de rol van Haaspaas over, maar dat valt niet in goede aarde bij Lou.                                                             |                               |           |              |                              |
| 6 | Finita la Comedia             | Luk Wyns  | Luk Wyns     | 30 maart 2018                |
| Wim Leblanc heeft Peaches mishandeld en Ronny geeft Amber en Ylka de opdracht om voorgoed met hem af te rekenen. De meisjes leveren geen half werk. Voor Ronny en de andere clowns is de grote dag aangebroken: de première van hun voorstelling Clown Crakula en de Haaspaas.                                                                          |                               |           |              |                              |
| 7 | Goed nieuws, vader            | Luk Wyns  | Luk Wyns     | 6 april 2018                 |
| Ronny denkt dat de Nederlandse impresario Thijs hem bedrogen heeft. Samen met Amber brengt hij hem een bezoekje om de waarheid te achterhalen. Ronny rekent zwaar met hem af, maar lijkt overhaaste conclusies te hebben getrokken. Ondertussen zit de familie thuis nog met een heel ander probleem: Katia.                                            |                               |           |              |                              |
| 8 | Cowboy Norry                  | Luk Wyns  | Luk Wyns     | 13 april 2018                |
| Ronny wil dat Ivan Pecnik hem vervangt in Clown Crakula and the Haaspaas. Amber en Ylka gebruiken hun vrouwelijke charmes om de acteur over te halen. |                               |           |              |                              |
| 9 | 4 klontjes suiker             | Luk Wyns  | Luk Wyns     | 20 april 2018                |
| Pornoacteur Kenneth "het Vleeskanon" Verbraeken heeft Rachels schitterende horloge gestolen. Amber, Lou en Ylka doen er alles aan om het horloge van Rachel terug te krijgen en Kenneth een gepast lesje te leren. Ronny roept de hulp in van Jos om het probleem met Katia op te lossen.                                                               |                               |           |              |                              |
| 10 | Vijftig of honderd miljoen    | Luk Wyns  | Luk Wyns     | 27 april 2018                |
| Ronny herstelt nog steeds in het ziekenhuis na Katia's wraak in de villa en hij ontslaat Jay als bodyguard. Ondertussen krijgt de familie Tersago ongewenst bezoek over de vloer en dat is niet naar de zin van Ronny. Jay doet Amber en Ronny een interessant voorstel van vijftig of honderd miljoen euro.                                            |                               |           |              |                              |
| 11 | De pizza waren koud           | Luk Wyns  | Luk Wyns     | 4 mei 2018                   |
| Ronny's favoriete pizzabezorger Chriske heeft een blauw oog. Ronny confronteert de daders met hun slachtoffer en dwingt op zijn manier rechtvaardigheid af. Inspecteurs Coenen en Willems hebben een groots plan bedacht. Er zit een haar in de boter bij Amber en Ylka.                                                                                |                               |           |              |                              |
| 12 | Van snuffen komt poeppen      | Luk Wyns  | Luk Wyns     | 11 mei 2018                  |
| Lou heeft van Ronny's afwezigheid geprofiteerd om de rol van de Haaspaas in te pikken van Mike, maar dat is buiten Ronny gerekend. Mike nodigt de familie Tersago uit voor een speciale gelegenheid. Rachel krijgt opnieuw hoop. |                               |           |              |                              |
| 13 | De legataris                  | Luk Wyns  | Luk Wyns     | 18 mei 2018                  |
| De bende pleegt een ramkraak op het drugslabo van Malkin, in samenwerking met de corrupte inspecteurs Coenen en Willems. Op hetzelfde moment valt de politie binnen in de villa van de drugsbaas. Ronny en Ma Tersago gaan naar de notaris voor de erfenis van Jos.                                                                                     |                               |           |              |                              |
| 14 | Denk niet aan de krokodil     | Luk Wyns  | Luk Wyns     | 25 mei 2018                  |
| Ronny is niet van plan om het fortuin dat hij geërfd heeft te delen met Rachel en hij heeft eindelijk de truc gevonden om haar te laten instemmen met hun echtscheiding. |                               |           |              |                              |

## Trivia
- De soundtrack tijdens de voor- en aftiteling is van de hand van Jonas Wyns, de zoon van Luk Wyns.
  - Begingeneriek: Jonez met A Clown like you
  - Eindgeneriek: Jonez & Jewelz met Honey, look!
- De scènes in De Houten Lepel zijn opgenomen in Afspanning De Kroon aan de Bredabaan in Brasschaat.
- In de serie deden enkele acteurs mee die ook een (gast)rol hadden in De Familie Backeljau (o.a. Luk Wyns, Hans De Munter, Ron Cornet, Norbert Kaart, Theo Van Baarle, Jonas Wyns, Rudi Delhem, Karel Deruwe, Paul Maes en Ivan Pecnik).
- Frank Aendenboom stierf de dag na de uitzending van aflevering 6 van seizoen 3 Finita la Comedia